# Düsseldorf Panther
Die Düsseldorf Panther sind ein Düsseldorfer Verein für American Football und Cheerleading. Mit Gründungsjahr 1978 sind die Panther eines der ältesten deutschen American-Football-Teams und gehören zu den Gründungsmitgliedern der German Football League. Mit Ausnahme der Saison 2002 spielten sie immer in einer der ersten beiden Ligen.

## Allgemeines

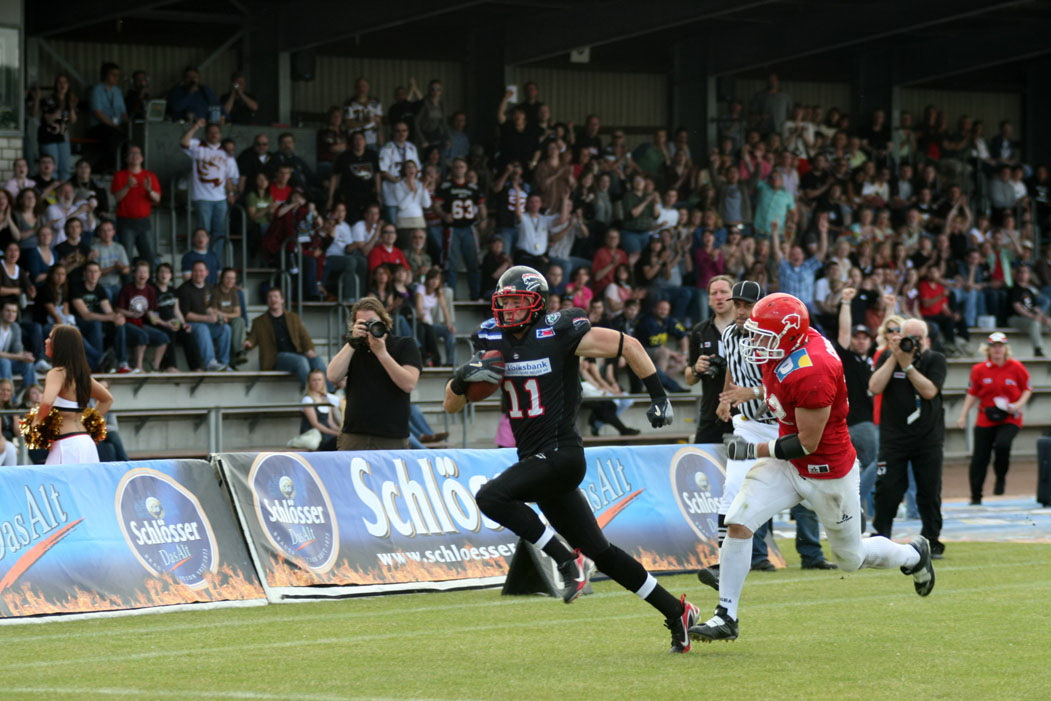
Düsseldorf Panther

Die Herrenmannschaft der Düsseldorf Panther ist mit seinen sechs German-Bowl-Siegen die zweiterfolgreichste Mannschaft des American Football in Deutschland, nach den New Yorker Lions mit zwölf German-Bowl-Siegen. Die zwei Titel der Nordwestdeutschen Football Liga (NFL) von 1980 und 1981 wurden vom nordwestdeutschen Konkurrenzverband AFV ebenfalls als „deutsche Meisterschaft“ bezeichnet, werden allerdings vom 1982 gegründeten AFVD nicht anerkannt. Ab 1983 gewannen die Panther offizielle Endspiele.
Die U10, U13, U16 sowie die erfolgreichste Abteilung, die Panther U19 (seit 2024 U20), sind alles Mannschaften im Jugendbereich. Die Pantherettes, das Cheerleader-Team der Panther, sind die erste bekannte Cheerleading-Formation Deutschlands.
Die Düsseldorf Panther waren der erste deutsche Verein mit zwei Tackle-Jugend-Mannschaften im regulären Spielbetrieb.
Seit der Jahreshauptversammlung im Dezember 2019 führen Willi Sauer, Ralf Gottschling und Nicole Janning als geschäftsführender Vorstand die Düsseldorf Panther.
Der Spielort der Düsseldorfer Panther soll vom Düsseldorfer Stadtteil Benrath nach Garath in die dortige Bezirkssportanlage verlegt werden, wo sich seit Februar 2021 bereits die gemeinsam mit dem Garather SV genutzte Geschäftsstelle befindet.

## Geschichte

### 1978 bis 1989: Gründung und Meisterschaften
Die Panther gründeten sich etwa ein halbes Jahr nach den Frankfurter Löwen, die sich 1985 auflösten, und sind damit das älteste noch existierende deutsche und europäische American-Football-Team. Am 1. Mai 2018 feierten sie ihr 40-jähriges Bestehen.
1979 nahmen die Panther den Ligabetrieb in der 1. Bundesliga auf (American-Football-Bundesliga 1979). Sie waren auch maßgeblich am Aufbau des ersten Verbands American Football Bund Deutschland (AFBD) in Deutschland beteiligt. Um Unterstützung durch den Deutschen Sportbund und den Landessportbund Nordrhein-Westfalen zu erhalten, musste ein Landesverband (AFV/NRW) gegründet werden, der anfangs personell mit einigen Panther-Vorstandsmitgliedern besetzt war. Dies führte zu Querelen mit dem AFBD und endete mit dem Ausschluss der Panther und sechs weiterer Clubs, die verstanden, dass man letztendlich Landesverbände braucht. Man vermutete einen Gegenverband zum AFBD. Daher spielten die Panther zusammen mit diesen sechs anderen Teams im Jahr 1980 und 1981 unter dem AFV/NRW in der Nordwestdeutschen Football Liga (NFL), die damals zwei Jahre parallel zur Bundesliga ausgetragen wurde. Die Raubkatzen aus Düsseldorf gewannen beide Meisterschaften, 1980 gegen die Bremerhaven Seahawks in Essen und 1981 gegen die Mannheim Redskins im Parkstadion „auf Schalke“.
Nach der Wiederaufnahme der sieben Vereine unter einem reorganisierten Dachverband, dem AFVD, traten die Panther ab der Saison 1982 wieder in der offiziell höchsten deutschen Spielklasse an. Sie wurden zum ersten Mal 1983 Deutscher Meister (German Bowl V). Diesen Erfolg wiederholten sie in den Jahren 1984 und 1986. Darüber hinaus wurde der Verein in den Spielzeiten 1985 und 1988 deutscher Vizemeister. Die Panther waren das erfolgreichste deutsche American-Football-Team der 1980er Jahre.

### 1990 bis 1999: Weitere Meisterschaften und Eurobowl-Sieg
Auch in den 1990er Jahren waren sie sehr erfolgreich. Nach zwei weiteren Meisterschaften in den Jahren 1992 und 1994 gewannen sie in der Saison 1995 das Double: Deutscher Meister und Eurobowl-Sieger (als erste deutsche Mannschaft). Vor allem war bemerkenswert, das dies zum ersten Mal in der deutschen Footballgeschichte nicht unter einem amerikanischen Trainer, sondern unter zwei deutschen Trainern (Christos Mantzaridis und Walter Rohlfing 1992, Mantzaridis 1994), beides Panther-Eigengewächse, geschafft wurde. Mantzaridis ist auch der einzige deutsche Trainer, der dafür zwei Auszeichnungen (Coach-of-the Year-Ring) erhielt. Durch die Arbeit in der Spielzeit 1996 standen die Panther letztmals im Endspiel um die deutsche Meisterschaft, das sie verloren. Gegen Ende der 1990er Jahre gerieten die Panther in sportliche und finanzielle Turbulenzen. Das hohe Niveau der Jahre zuvor konnte nicht mehr gehalten werden.

### 2000 bis 2010: Absturz, Neuanfang, GFL und GFL2
Nach der Halbfinalniederlage gegen die Cologne Crocodiles in der Saison 2000 war der Traditionsverein endgültig am Boden. Aufgrund finanzieller Probleme entschloss sich der Verein zu einem Neuanfang. Die Herrenmannschaft ging in der Saison 2002 in der Regionalliga ins Rennen, wo der direkte Aufstieg in die GFL2 gelang. Auch die Saison 2003 konnte mit dem Wiederaufstieg in die GFL sehr erfolgreich abgeschlossen werden. In der Relegation wurden dabei die Assindia Cardinals zweimal bezwungen. Von 2004 bis 2006 waren die Panther in der GFL vertreten. In der Saison 2006 wurden die Düsseldorfer hinter den punktgleichen Berlin Adlern Letzter der GFL Nord. Die Relegation um den Klassenerhalt, wie schon in der Saison 2005 gegen die Kiel Baltic Hurricanes, ging diesmal allerdings verloren (Hinspiel: 0:30, Rückspiel 30:27). Nach einer turbulenten Saison 2007 belegten die Panther in der 2. Liga Nord den vierten Platz. In der Saison 2008 verpasste die Mannschaft den Aufstieg in die GFL und belegte am Ende wieder den vierten Tabellenrang. Durch eine im Laufe der Saison 2010 durch den AFVD festgelegte Vergrößerung der GFL bekamen die Panther als Tabellenzweiter der GFL2 Nord die Möglichkeit, in zwei Relegationsspielen um den Aufstieg in die GFL zu spielen. Am 3. Oktober 2010 erreichten die Düsseldorf Panther im zweiten Relegationsspiel gegen die Berlin Rebels trotz einer 33:34-Niederlage den Aufstieg in die GFL, da sie das Hinspiel in Berlin mit 43:41 gewonnen hatten.

### 2011 bis 2016: Panther in der GFL
Die Saison 2011 schlossen die Panther auf dem dritten Platz in der GFL Nord ab und qualifizierten damit für die Play-offs um die deutsche Meisterschaft. Das Viertelfinale konnte in Marburg gewonnen werden und erst im Halbfinale war gegen die Kiel Baltic Hurricanes der Lauf der Panther zu Ende. Nach zwölf Jahren war zum ersten Mal wieder ein Halbfinale erreicht worden. Nach der Saison trennte man sich nach vier Jahren von Cheftrainer Martin Hanselmann. In der Saison 2012 erlebten die Panther ein Auf und Ab. Trotzdem konnte man wiederum die Play-offs erreichen. James Jenkins bekleidete den Posten des Cheftrainers nur für ein Jahr. Sein Nachfolger für die Saison 2013 wurde Clifford Madison. In der Saison 2013 spielte man keine Rolle im Kampf für die Play-offs, die Panther wurden Vorletzter in ihrer Gruppe. Überraschend trennte man sich von Madison nach nur einem Jahr. Für die Saison 2014 wurde Kirk Heidelberg der neue Headcoach. Er blieb nur wenige Monate, bis zum Ende der Saison übernahmen Jörg Mackenthun und Markus Zielke. Die Panther spielten eine enttäuschende Saison und belegten den letzten Platz in der GFL Nord. Am 11. November 2014 gab der Verein bekannt, dass Marc Ellgering die Aufgabe des Headcoachs übernehmen wird. Er war selber als Spieler der Panther aktiv und konnte z. B. den German Bowl 1994 und 1995 und den Eurobowl 1995 gewinnen. Die Saison 2015 verlief wie die Saison 2014 weniger erfolgreich. Wie im Vorjahr belegten die Panther den letzten Platz der GFL Nord.
In der Saison 2016 blieb Ellgering bis zur Hälfte der Saison Headcoach des Teams, wurde dann durch Michael Wevelsiep ausgetauscht. Wiederum belegten die Panther wie in den letzten drei Jahren den letzten Platz in der GFL Nord, sieglos. Die Relegationsspiele gegen die Cologne Crocodiles wurden jeweils zu Null verloren, so dass die Panther in die GFL2 abstiegen.

### 2017 bis heute: Aufstieg und Abstieg – „Fahrstuhlmannschaft“
Vom 24. Oktober 2016 bis zum 13. März 2018 war Deejay Anderson der Headcoach der ersten Mannschaft. Anderson war bereits von 2009 bis 2013 Positioncoach für die D-Line und Runningbacks und somit 2011 beim Aufstieg in die GFL beteiligt. Unter ihm stabilisierten sich die Panther nach erfolglosen Jahren zuvor und wurden in der Saison 2017 in der GFL2 Nord Zweiter. Kurz vor dem Saisonstart 2018 trennte sich der Verein von ihrem Headcoach Anderson. Sein Nachfolger zur Saison 2018 wurde Mendoca, der in der Zeit von 2006 bis 2007 Quarterback der Panther war. Unter ihm absolvierten die Panther eine sehr erfolgreiche Saison und wurden Meister in der GFL2 Nord. In der Relegation spielten sie gegen die Hamburg Huskies um den Aufstieg in die GFL Nord. Die Panther gewannen beide Spiele (Hinspiel 10:36, Rückspiel 34:21) und stiegen somit nach zwei Jahren in der GFL2 wieder in die GFL auf.
Zur Saison 2019 übernahm John Leijten den neuen Bundesligisten. Nach einem katastrophalen Saisonstart trennten sich die Panther von ihrem Headcoach und Tim Johnson übernahm die Raubkatzen. Die Ergebnisse blieben jedoch schließlich aus. Mit historischen Niederlagen gegen die New Yorker Lions (14:70 und 13:77) blieben die Panther sieglos und wurden Letzter in der GFL Nord. Zur Relegation ging es gegen die Elmshorn Fighting Pirates. Beide Spiele wurden mit 14:47 und 21:34 verloren. Somit stiegen die Panther nach nur einem Jahr in der Bundesliga wieder in die 2. Bundesliga ab.

## Das Jugendprogramm
Neben der Herrenmannschaft ist das große Aushängeschild der Panther die Jugendarbeit. Etliche Jugendspieler der Düsseldorf Panther sind oder waren im Jugendbereich National- oder NRW-Auswahlspieler. Mit 17 Titeln, davon sieben hintereinander (2002–2008), sind die Düsseldorf Panther U19 (seit 2024 U20) die erfolgreichste Mannschaft in Deutschland. Eine weitere sehr erfolgreiche Jugendabteilung der Panther sind die U16. Mit vier „perfect saisons“ hintereinander wurden sie 2013, 2014, 2015 und 2016 Westdeutscher Meister. 2021, 2022 und 2023 wurde man nochmal mit drei „perfect seasons“ hintereinander NRW-Meister. Die U13 wurde 2016, 2017 und 2018 Westdeutscher Meister. Das jüngste Team der Panther, die U11 (ab der Saison 2017 U10), wurde 2014, 2015 und 2018 Westdeutscher Meister.

### Panther U20
Die Panther U19 (seit 2024 U20) der Panther wurden bisher 17 Mal Deutscher Meister, erstmals 1982 und von 1985 bis 1988 sowie von 2002 bis 2008 jeweils in Folge, dazwischen 1991 und 1998, zuletzt 2022 und 2023. Mehr als zehn ehemalige Panther U19 Spieler schafften den Sprung zum High-School- oder College Football. Die U19 (16- bis 19-Jährige) spielen in der GFLJ und wurden bis 2011 noch in A-, A/B- und B-Kader unterteilt.
Die Jugendmannschaft wurde von 2005 bis 2008 von Headcoach Oliver Nitschmann betreut und wurden in seiner Amtszeit jedes Jahr Deutscher Meister. In der Spielzeit 2009 übernahm Markus Guderian das Amt des Cheftrainers. Die U19 verlor das Halbfinale gegen den späteren Meister Berlin Adler. Dies war die erste Niederlage nach über sieben Jahren. Nach nur einem Jahr ohne Titelgewinn trat Guderian zurück und Jürgen Lengling wurde neuer Headcoach. Unter ihm gewannen die Panther U19 am 27. Juni 2010 mit dem German Junior Bowl XXIX ihre 15. deutsche Meisterschaft; in Berlin wurden die Hamburg Young Huskies mit 17:7 besiegt. Nachdem auch Lengling nur ein Jahr die Rolle des Cheftrainers bekleidete, war in der Saison 2011 Markus Maier Cheftrainer. Er betonte aber direkt bei Dienstantritt, dass er nur für ein Jahr zur Verfügung stehe. Mit dem Gewinn der deutschen Vize-Meisterschaft endete somit auch seine Amtszeit. 2012 übernahm Michael Tidge die Mannschaft. Da die U19 die Play-offs verpassten und nur Vorletzter in der Gruppe wurden, musste Tidge nach einem Jahr gehen. Der neue Headcoach zur Saison 2013 wurde Detlef Zorn. Die U19 wurde Vierter in der Gruppe und verpasste die Play-offs erneut. Zorn blieb auch 2014 Cheftrainer. Die Panther erreichten als Zweiter der Gruppe Mitte wieder die Play-offs und schafften es bis in den Junior Bowl, wo sie den Cologne Crocodiles unterlagen. Nach dem Finale trat Zorn zurück und Mario Schulz übernahm für die Saison 2015 das Amt des Cheftrainers. Der Vizemeister von 2014 verpasste die Play-offs, so dass die Saison frühzeitig beendet war. In den letzten sechs Jahren gewann die U19 nur einen Junior Bowl, wurden zweimal Vizemeister und verpassten dreimal die Play-offs. So eine negative Bilanz gab es bei der U19 noch nie. Lars Trömel übernahm das Team zur Saison 2016. Es erreichte die Play-offs und schied erst im Halbfinale gegen den späteren Deutschen Meister Schwäbisch Hall Unicorns aus. 2017 gewannen die Rookies ihre Gruppe bei 11:1 Siegen und standen nach drei Jahren wieder im Junior Bowl. Diesen verloren die Panther 22:27 gegen die Paderborn Dolphins und wurden somit Vizemeister. Auch in der Saison 2018 wurde der Junior Bowl erreicht, dieser wurde aber wiederum gegen die Dolphins aus Paderborn verloren und es reichte erneut zum Vizemeister.
Der Headcoach und der überwiegende Teil des Trainerstabs der Saison 2018 beendete nach dem Junior Bowl sein Engagement bei den Düsseldorf Panthern. Zur Saison 2019 wurde Marvin Damm neuer HC der U19. Die Saison verlief durchwachsen und endete schließlich auf dem dritten Platz und damit ohne Play-off-Teilnahme. Ende 2021 wurde neben Damm in bisher einzigartiger Kombination als weiterer Headcoach und Offensive Coordinator Peter Daletzki verpflichtet. Peter Daletzki, der 2017 und 2018 mit den Paderborn Dolphins bereits zwei Mal die Deutsche Meisterschaft gegen die Düsseldorf Panther U19 gewonnen hatte, konnte neue Impulse nach Düsseldorf bringen. In der Saison 2022 gewannen die Panther zwölf Jahre nach ihrem letzten Erfolg wieder den Junior Bowl. 2023 konnte die Panther U20 den Titel verteidigen und gewann in einem dramatischen Finale in letzter Sekunde gegen die Berlin Adler vor heimischen Publikum. Seit Ende 2023 wurde die GFLJ reformiert und aus der U19 wurde eine U20 gemacht (16–20-jährige). Die Panther U20 tritt in der Gruppe Nord an und gewann gleich im ersten Jahr die Meisterschaft mit einer perfekten Saison.

### Panther U16
Die Düsseldorf Panther waren 2013 als U14 mit einer Perfect Season Westdeutscher Meister. Nach der Neuordnung der Altersklassen im American Football in Nordrhein-Westfalen für die Saison 2014 trat das nahezu identische Team als U15 in der Regionalliga NRW im 11er Tackle Football um die erste westdeutsche U15-Meisterschaft an. Die Mannschaft konnte auch in dieser Saison mit einer „perfect season“ die westdeutsche U15-Meisterschaft 2014 gewinnen. Auch in der Saison 2015 wurde das Team ungeschlagen Meister. Dieses Kunststück gelang ebenfalls 2016. Nach der Saison wurde aus der U15 die U16. In den weiteren Saisons 2017–2019 wurde man hinter den Crocodiles Vizemeister. Wegen der COVID-19-Pandemie wurde der Spielbetrieb in der Saison 2020 gestoppt. In der Saison 2021 konnte man die NRW-Meisterschaft gewinnen. Zur Saison 2022 wurde Matthias Karkosch neuer HC der U16. In der Saison konnte man mit einer „perfect season“ und einer Punkte Differenz von 208:0 NRW-Meister werden. Auch in der Saison 2023 wurde man ungeschlagen NRW-Meister.

### Panther U13
Die Düsseldorf Panther U13 gibt es seit der Saison 2014. Ab der Saison 2016 spielt die U13 in der Regionalliga NRW, der höchsten Liga in dieser Altersklasse. 2016, 2017 und 2018 holte das Team die NRW-Regionalliga-Meisterschaft. In der Saison 2018 verlor das Team kein Spiel und schaffte damit zum zweiten Mal eine „Perfect Season“. 2019 wurde man hinter den Crocodiles Vizemeister.

### Panther Bambinis U10
Die Bambinis sind die „Kleinsten“ der Panther-Abteilung. Da die Bambinis nun Tackle Football spielen, wurde die Flagabteilung aufgelöst. Ab 2010 gab es zum ersten Mal eine Tackle-Liga, die parallel zur Flagsaison gespielt wurde. Seit 2011 wird nur noch die Tackle-Liga gespielt. 2014 gewann die U11 die westdeutsche Meisterschaft. Nachdem das Team drei Jahre Pause hatte, wurde es unter dem Headcoach Marc Greiwe neu aufgebaut und tritt seit 2017 als U10 an. 2018 gewannen die Bambinis U10 mit nur einer Niederlage aus 12 Spielen die NRW-Regionalliga-Meisterschaft. 2019 erreichte man die Vizemeisterschaft.

## Frauenfootball

### Düsseldorf Pantherladies (2007–2009)
2007 nahm erstmals ein Frauenteam der Düsseldorf Panther den Spielbetrieb auf. In der Saison 2007 wurde in der 1. Damenbundesliga der fünfte Platz der Gruppe Süd erreicht. In der darauffolgenden Saison 2008 verpasste man mit dem dritten Platz in der Nordgruppe knapp den Einzug in die Playoffs zum Ladiesbowl. 2009 erreichte das Team das Halbfinale und musste sich mit 46:06 deutlich den Berlin Kobras geschlagen geben, die wiederum im Ladiesbowl die Nürnberg Hurricanes mit 41:26 bezwangen. Nach dieser Saison löste sich das Team auf und der Großteil der verbleibenden Spielerinnen gründeten die Düsseldorf Blades, welche in Folge mehrmals in den Playoffs und im Ladiesbowl standen.

### Düsseldorf Panther Frauenfootball (2014–2017)
Nach Auflösung der Düsseldorf Blades durch den Hauptverein Düsseldorf Bulldozer wurde im September 2014 ein neues Footballteam für Mädchen und Frauen ab 14 Jahren bei den Düsseldorf Panthern gegründet. Das Team spielte in den Jahren 2015 bis 2017 in einer regionalen NRW-Liga 5-gegen-5-Football in Turnierform. Gegen Ende des Jahres 2017 verließen alle Spielerinnen, Coaches und Betreuer des Damenteams die Düsseldorf Panther.

### Düsseldorf Pantherladies (ab 2018)
Nach dem Weggang des bisherigen Damenteams im November 2018 wechselte fast das gesamte ehemalige Damenteam der Schiefbahn Riders, welches größtenteils aus ehemaligen Spielerinnen der 5-gegen-5-Teams der Neuss Frogs bzw. Neuss Legions bestand, zu den Düsseldorf Panthern. Das so neugegründete Damenteam spielte 2018 in der Damenaufbauliga 5-gegen-5-Football in Turnierform. Eine Teilnahme an der Regionalliga NRW oder einer der Bundesligen ist weiterhin nicht geplant.

## Cheerleading

### Pantherettes
Als Cheerleading-Team des ältesten europäischen Footballvereins sind die Pantherettes das erste bekannte Cheerleader-Team bei einer Sportart in Deutschland. Das Team wurde 1980 gegründet. Neben vielen Auftritten abseits des Footballs gewannen die Pantherettes 1988 auch die erste deutsche Meisterschaft im Cheerleading. 1995 wurde mit Rhein Fire das Cheerleader-Team Pyromaniacs gegründet. Mit dem Aus der NFLE im Jahr 2007 suchten die Pyromaniacs eine neue Heimat. Vielen Mitgliedern war die Nähe zum Football wichtig und so kam es nach Gesprächen mit dem ehemaligen General Manager des NFL-Europa-Ligisten Rhein-Fire Sammy Schmale dazu, dass die Düsseldorf Panther den Kontakt zu Miriam Abel fanden, die die sportliche Leitung der Pantherettes übernahm. Im November 2009 übernahmen Anna Henning und Kamika Sirot die Leitung des Teams; seit Oktober 2011 coacht Anna Henning das Team allein.

## Ehemalige Teams

### Panther Prospects (2. Mannschaft)
Im Januar 2012 gründeten die Panther eine zweite Mannschaft in der Landesliga. Diese sollte jungen Spielern den Sprung in die GFL-Mannschaft erleichtern. Nachdem man in der ersten Saison direkt die Gruppe gewinnen konnte, qualifizierten sich die Prospects am 14. Oktober 2012 für das Aufstiegsspiel. Die zweite Mannschaft stieg durch ein 42:31 gegen die Rheine Raptors in die Verbandsliga auf. Gleichzeitig war dies auch das letzte Spiel von David Lux als Cheftrainer. Lux war erst seit Januar für 2012 zum Cheftrainer ernannt worden und löste seinen Vertrag nach nur einem Jahr auf.
Zur Saison 2013 wurde Thomas Wolff zum Cheftrainer ernannt. Während der Saison 2013, die bis dato keinen Erfolg brachte, legte er sein Amt nieder und David Lux übernahm wieder das Amt des Cheftrainers. Am Ende konnte man sich stabilisieren und wurde Vierter in der Gruppe. Die Saison 2014 verlief weniger erfolgreich für die Prospects. Sie wurden nur Vorletzter in der Verbandsliga. Im Juni 2015 gab der Verein bekannt, dass Lux nach der Saison den Verein verlassen wird und den Posten des Headcoaches beim Wolfpack in Mönchengladbach zur Saison 2016 übernimmt. Die Prospects belegten im letzten Jahr unter Lux den letzten Platz. Durch eine Regeländerung blieben die Prospects in der Verbandsliga. Der neue Headcoch der zweiten Mannschaft wurde Winfried Khamkaew, der diesen Posten früh in der Saison an Paolo Bizzarri und Harald Westemeyer weiterreichte. Am Ende der Saison erreichte die Mannschaft den vierten Platz bei vier Siegen und sechs Niederlagen und sicherte sich auch im vierten Jahr des Bestehens der zweiten Mannschaft den Verbleib in der Liga.
Mit Ablauf der Saison 2017 beendeten Paolo Bizzarri sowie der restliche Trainer- und Betreuerstab ihr Engagement bei den Prospects und in der Folge wurde das Team aufgelöst.
Cheftrainer der Prospects
- 08/2016–11/2017 Paolo Bizzarri
- 06/2016–07/2016 Paolo Bizzarri/Harald Westemeyer
- 11/2015–05/2016 Winfried Khamkaew
- 06/2013–10/2015 David Lux
- 05/2013 Marc Hildebrandt/Philip Wilk
- 11/2012–04/2013 Thomas Wolff
- 01/2012–10/2012 David Lux

### Panther Junior Flags
Die Junior Flags waren von 1997 bis 2008 eine Jugendabteilung der Panther, wo 9on9-U-15-Flag gespielt wurde. Die Flags der Panther waren das erfolgreichste Team in NRW und in Deutschland eine feste Größe neben anderen starken Teams, wie beispielsweise den Hamburg Flag Devils oder den Berlin Adler. Von 1999 bis 2007 wurden die Flags ununterbrochen NRW-Meister und konnten im Jahre 2005 und 2006 unter dem Head Coach Thomas Wolff Deutscher Meister werden. 2000, 2003 und 2007 wurden sie deutscher Vizemeister. In der Saison 2008 befand sich das Team unter dem neuen (letzten) Head Coach Uwe Prass in einem Umbruch. In dieser Saison konnte man nicht an die erfolgreichen Jahre anknüpfen und stieg ab. Die Junior Flags wurden beerbt von den „Young Rookies“.

### 5stars
Die 5stars waren eine weitere Flag-Football-Mannschaft der Panther in der Saison 2007. Sie wurden gegründet, damit junge Footballer Erfahrung sammeln können. Die 5stars waren somit die Brutstätte der Junior Flags. Nach nur einer Saison wurde das Projekt wieder eingestellt.

### Panther Bambinis
Die Bambinis waren die „kleinsten“ der Panther-Abteilung. Sie waren mit ihren drei NRW-Titeln und zwei Masters-Siegen eine feste Größe im 5on5 Flag. Die Anzahl der Teams, die antreten, war von Saison zu Saison unterschiedlich. Zum Abschluss der Saison wurde ein sogenanntes Masters gespielt, wo die ersten beiden der NRW-Liga gegen andere Teams aus Deutschland antreten. Head Coach dieses Teams war Uwe Prass, Defense Coordinator Pascal Wildhagen und Offense Coordinator Arnim Guski. Die Panther Bambinis wurden aufgelöst und spielen nun Tackle Football (U11).

## Erfolge

### Herrenmannschaft

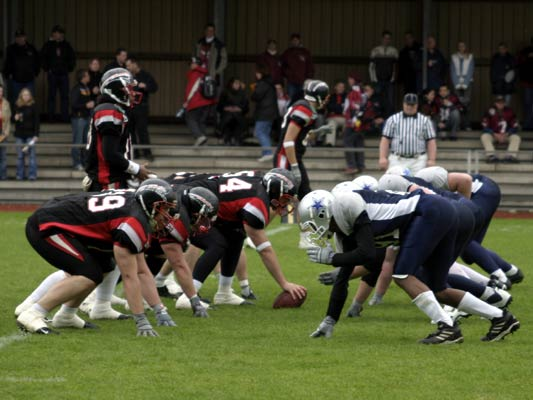
Preseason-Spiel 2005, Düsseldorf Panther vs. Bochum Cadets

- Meister der Nordwestdeutschen Football Liga (1980, 1981)
- Deutscher Vizemeister (1985, 1988, 1996)
- Deutscher Meister (1983, 1984, 1986, 1992, 1994, 1995)
- Eurobowlsieger (1995)
- Meister der GFL2 Nord (2018, 2024)

### Panther U19
Seit 2024: U20
- NRW-Meister: 1982, 1985, 1986, 1987, 1988, 1991, 1992, 1994, 1996, 1998, 2000
- GFL Juniors – Gruppensieger
  - Mitte: 2002, 2003, 2004, 2005, 2006, 2007, 2008, 2009, 2010
  - West: 2017, 2018, 2022, 2023
  - Nord: 2024
- Deutscher Vizemeister: 1995, 2011, 2014, 2017, 2018
- Deutscher Meister: 1982, 1985, 1986, 1987, 1988, 1991, 1998, 2002, 2003, 2004, 2005, 2006, 2007, 2008, 2010 (German Junior Bowl XXIX), 2022, 2023, 2024

### Panther U16
- Westdeutscher Meister U14 (2013)
- Westdeutscher Meister U15 (2014, 2015, 2016)
- NRW-Meister U16 (2021, 2022, 2023)
- NRW-Vizemeister U16 (2017, 2018, 2019)

### Panther U13
- Westdeutscher Meister U13 2016
- Westdeutscher Meister U13 2017
- Westdeutscher Meister U13 2018

### Panther Bambinis U10
- Westdeutscher Meister 2014 U11
- Westdeutscher Meister 2015 U11
- Westdeutscher Meister 2018 U10

## Erfolge ehemaliger Teams

### Prospectsteam (2. Mannschaft)
- Sieger der Landesliga NRW, Aufstieg in die Verbandsliga (2012)

### Junior Flags (Flag Football 9on9 U15)
- NRW-Junior-Flag-Meister (1997, 1999, 2000, 2001, 2002, 2003, 2004, 2005, 2006, 2007)
- Deutscher Junior-Flag-Vizemeister (2000, 2003, 2007)
- Deutscher Junior-Flag-Meister (2005, 2006)
- Deutscher Jugend-Indoor-Flag-Meister (5on5) (2007)
- U13 Europameister 2003, 2004

### Bambini Flags (Flag Football 5on5 U11)
- Bambini-Flag-Masters Sieger (Deutsche Meisterschaft): 2006, 2007, 2009
- NRW-Bambini-Flag-Meister: 2004, 2005, 2006, 2009
- NRW-Bambini-Flag-Vizemeister: 2007, 2008

## Sonstiges
Die Heimspiele der ersten Mannschaft wurden 2008 im Stadion des VfL Benrath ausgetragen. 2009 wurden das Stadion und die Anlage saniert, sodass sie nicht zur Verfügung standen. Die Heimspiele der ersten Mannschaft wurden daher genauso wie die Heimspiele der Rookies, Young Rookies und Bambinis auf der Kleinen Kampfbahn (Arena-Sportpark) neben der ESPRIT arena ausgetragen. 2010 kehrte die erste Mannschaft nach Benrath zurück.
Außerdem benutzen das Fußball-Team Fortuna Düsseldorf und die deutsche Fußballnationalmannschaft ab und zu die Kleine Kampfbahn als Trainingsstätte.
Im Jahre 2011, nach 33 Jahren, wurde der Verein Alumni Panther e. V., die Ehemaligen der Düsseldorf Panther, gegründet. Zweck des Vereins ist die Förderung der sportlichen und persönlichen Entwicklung der jugendlichen und erwachsenen Spieler des Vereins Düsseldorf Panther e. V. Ein Anliegen des Vereins ist, die Freundschaft und Verbundenheit unter den ehemaligen Spielern, Cheerleadern und ehrenamtlichen Helfern des Vereins Düsseldorf Panther zu fördern sowie zugleich den Kontakt mit den aktiven Spielern, Trainern und dem Vorstand des Vereins zu pflegen.
Sebastian Vollmer, Offensive Lineman bei den New England Patriots, spielte vor seiner Collegekarriere von 1998 bis 2003 als Left Tackle bei den Düsseldorf Panther.

## Hall of Fame
Im Jahr 2004 gründeten die Düsseldorf Panther ihre Hall of Fame. Alle zwei Jahre werden neue Mitglieder im Kreis der Hall of Famer aufgenommen, wobei die Wahl und Entscheidung allein eine vierköpfige Jury trifft: Angie Pitzner, Markus Guderian (ehem. Head Coach der Panther Rookies), Markus Becker (Mr. Panther) und Marco Block (ehem. Abteilungsleiter Öffentlichkeitsarbeit/Presse).
Bislang wurden folgende Spieler und Trainer in die Panther Ruhmeshalle aufgenommen:
| Name             | Position(en)        | Teamzugehörigkeit | Erfolge (Panther, Nationalmannschaft, NFLE)                                                                                           |
| ---------------- | ------------------- | ----------------- | --- |
| Markus Becker    | TE, RB              | 1978–1989         | Deutscher Meister: 1980, 1981, 1983, 1984, 1986 Deutscher Vizemeister: 1985, 1988                                                     |
| Mel Crandall     | QB                  | 1980–1986         | Deutscher Meister: 1980, 1981, 1983, 1984, 1986 Deutscher Vizemeister: 1985                                                           |
| Francesco Mavaro | RB, SS, LB, H       | 1982–1998         | Deutscher Jugendmeister: 1982, 1985 Deutscher Meister: 1986, 1992, 1994, 1995 Deutscher Vizemeister: 1988, 1996 Eurobowl-Sieger: 1995 |
| Steve Moor       | Head Coach          | 1981–1985         | Deutscher Jugendmeister: 1982 Deutscher Meister: 1983, 1984 Deutscher Vizemeister: 1985                                               |
| Andreas Motzkus  | QB, WR, S, K, P, PR | 1982–2000         | Deutscher Jugendmeister: 1985 Deutscher Meister 1986, 1992, 1994, 1995 Deutscher Vizemeister: 1985, 1988, 1996 Eurobowl-Sieger: 1995  |
| Brad Parpan      | QB                  | 1994–1995         | Deutscher Meister: 1994, 1995 Eurobowl-Sieger: 1995                                                                                   |